# Pożegi
Pożegi (deutsch Poseggen) war ein Dorf in Ostpreußen im Gebiet der heutigen polnischen Woiwodschaft Ermland-Masuren. Die Ortsstelle liegt im Bereich der jetzigen Gmina Biała Piska (Stadt- und Landgemeinde Bialla (1938 bis 1945 Gehlenburg)) im Powiat Piski (Kreis Johannisburg).

## Geographische Lage
Die heute nicht mehr erkennbare Ortsstelle von Pożegi liegt im südlichen Osten der Woiwodschaft Ermland-Masuren, zwölf Kilometer südöstlich der Kreisstadt Pisz (deutsch Johannisburg). Von den Dörfern Bogumiły (Bogumillen, 1938 bis 1945 Brödau), Turowo (Turowen, 1938 bis 1945 Turau) und Liski (Lisken) führen Landwege zur einstigen Dorfstelle.

## Geschichte
Im Jahr 1448 wurde das kleine seinerzeit Possega genannte Dorf als Freigut mit zehn Hufen nach magdeburgischem Recht durch den Deutschen Ritterorden gegründet. Der Ort bestand aus großen und kleinen Höfen und wurde nach 1471 Posthegen, nach 1579 Poschegen, nach 1785 Posseggen, nach 1898 Posegen und bis 1945 Poseggen genannt.
Von 1874 bis 1945 war Poseggen in den Amtsbezirk Symken (polnisch Szymki) eingegliedert, der – 1938 in „Amtsbezirk Simken“ umbenannt – zum Kreis Johannisburg im Regierungsbezirk Gumbinnen (ab 1905: Regierungsbezirk Allenstein) in der preußischen Provinz Ostpreußen gehörte.
72 Einwohner waren im Jahr 1910 in Poseggen registriert. Ihre Zahl ging bis 1933 auf 70 zurück und belief sich 1939 auf nur noch 57.
Als das südliche Ostpreußen in Kriegsfolge 1945 an Polen überstellt wurde, war auch Poseggen davon betroffen. Der Ort erhielt die polnische Namensform „Pożegi“, fand aber in den Folgejahren keine Erwähnung mehr und gilt  als aufgegeben.

### Hügelgräber
Bei Poseggen auf der Feldmark fand man drei Hügelgräber, von denen zwei zerstört und eines noch unberührt waren. Aus ihnen sind zwei bronzene Armspiralen und ein bronzener Armring, ferner einige Reste eines menschlichen Schädels aufgehoben worden. Durch diese Grabbeigaben lassen sich die Gräber der 3. Periode der Bronzezeit (1800 bis 1000 v. Chr.) zuschreiben. Erkundungen haben ergeben, dass es sich bei den Gräbern um Steinkegelgräber handelte. Der Fund war insofern bedeutungsvoll, als bisher aus dieser Gegend Ostpreußens kein Hügelgrab mit Skelettbestattung aus der älteren Bronzezeit vorlag.

## Kirche
Bis 1945 war Poseggen in die evangelische Kirche Kumilsko (1938 bis 1945 Morgen, polnisch Kumielsk) in der Kirchenprovinz Ostpreußen der Kirche der Altpreußischen Union eingepfarrt. Katholischerseits gehörte das Dorf zur Pfarrkirche in Johannisburg im damaligen Bistum Ermland.